# Le Chevalier mystère
Le Chevalier mystère je francouzský němý film z roku 1899. Režisérem je Georges Méliès (1861–1938). Film trvá necelé dvě minuty. Film byl považován za ztracený, dokud nebyla identifikována kopie v trezoru George Eastman House. Kopie filmu měla premiéru v roce 1989 na italském festivalu Le Giornate del cinema muto.
Jedná se o jeden z mnoha Mélièsových filmů využívajících vícenásobnou expozici.

## Děj
Muž nakreslí na tabuli hlavu, kterou si vezme a pověsí na vázu. Stůl pod vázou podleze a následně hlavu prosekne mečem, přičemž hlava je stále živá. Poté dá hlavu na trojnožku, kterou přikryje dekou. Když přikrývku odhrne, je vidět, že tělo má nově i tělo. Muž se se ženou krátce projde a potom vytáhne vějíř, jehož plachtěním ji nechá zmizet. Muž ji pak vyčaruje zpět, nechá zmizet její tělo a hlavu vrátí do kreslené podoby na tabuli, kterou smaže hadrem.